# Nederland op het Eurovisiesongfestival 2014

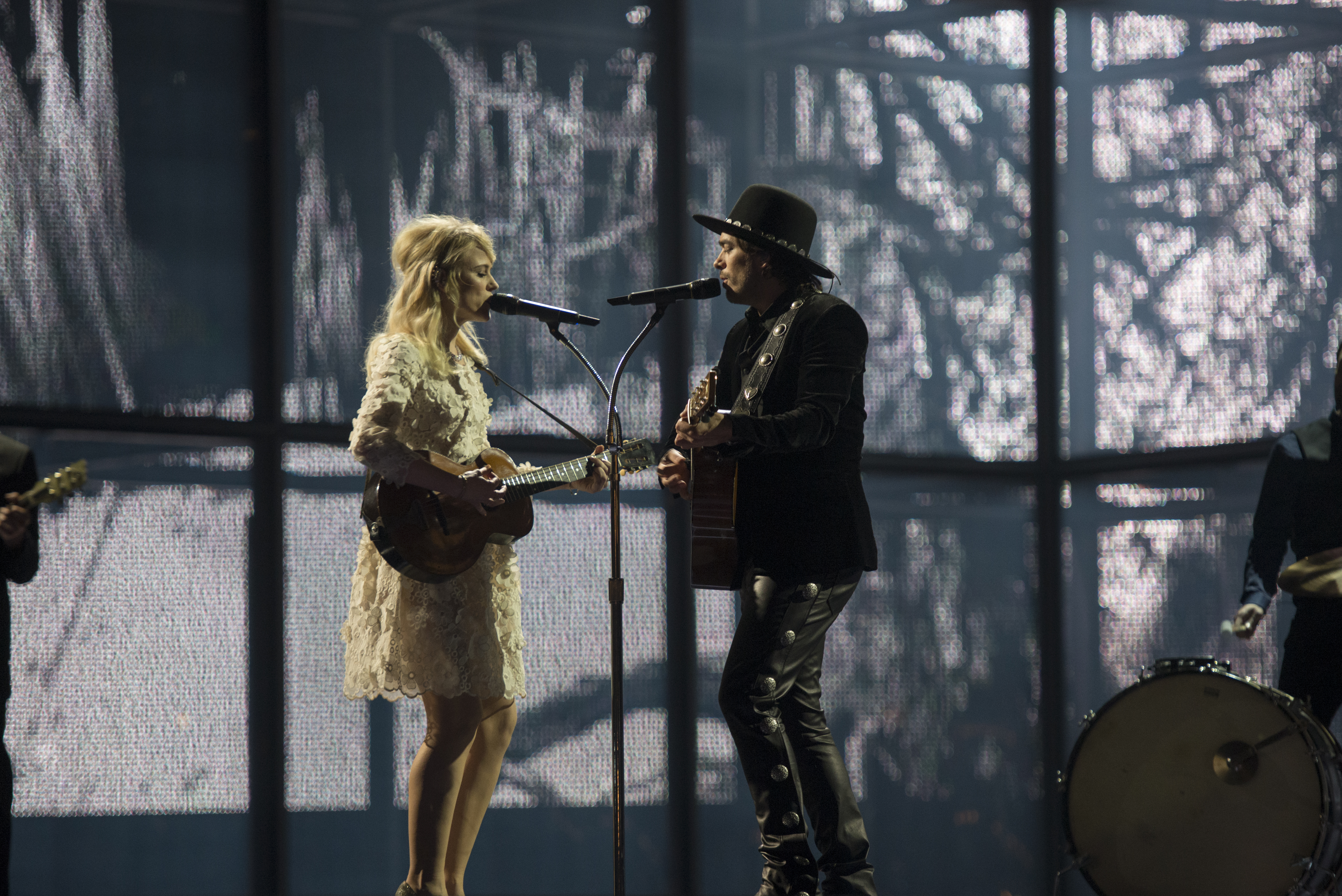
The Common Linnets eindigden namens Nederland op de tweede plek in Kopenhagen

Nederland nam deel aan het Eurovisiesongfestival 2014 in Kopenhagen, Denemarken. Het was de 55ste deelname van het land op het Eurovisiesongfestival. AVROTROS was verantwoordelijk voor de Nederlandse bijdrage.

## Selectieprocedure
Op 15 juli 2013 werd officieel duidelijk dat Nederland zou deelnemen aan de komende editie van het Eurovisiesongfestival. De Nederlandse vertegenwoordiging op het Eurovisiesongfestival werd sinds dit jaar niet meer verzorgd door de TROS, maar door de nieuwe omroep AVROTROS. Op 25 november 2013 werd bekendgemaakt dat The Common Linnets, bestaande uit Ilse DeLange en Waylon, Nederland zouden gaan vertegenwoordigen in Kopenhagen. Op 4 maart 2014 werd in De Wereld Draait Door bekendgemaakt dat het lied waarmee het duo naar Denemarken zou trekken Calm after the storm zou gaan heten. Een week later, op 12 maart, was het nummer in datzelfde programma voor het eerst te horen.

## In Kopenhagen
Nederland moest in Kopenhagen eerst aantreden in de eerste halve finale, op dinsdag 6 mei. The Common Linnets traden als veertiende van zestien acts aan, net na Suzy uit Portugal en gevolgd door Sergej Ćetković uit Montenegro. Bij het openen van de enveloppen bleek dat Nederland zich had weten te plaatsen voor de finale. Na afloop van de finale werd duidelijk dat The Common Linnets de eerste halve finale hadden gewonnen, met 150 punten. Nederland kreeg het maximum van twaalf punten van acht landen, namelijk Denemarken, Estland, Hongarije, IJsland, Letland, Portugal, San Marino en Zweden.
In de finale traden The Common Linnets als 24ste van 26 acts aan, net na Basim uit Denemarken en gevolgd door Valentina Monetta uit San Marino. Aan het einde van de puntentelling stond Nederland op de tweede plaats, met 238 punten. Nederland kreeg wederom het maximum van de punten van acht landen, namelijk Duitsland, Estland, Hongarije, IJsland, Letland, Litouwen, Noorwegen en Polen. Het was de beste Nederlandse prestatie op het Eurovisiesongfestival sinds diens laatste overwinning in 1975. Tevens wonnen The Common Linnets twee van de drie Marcel Bezençon Awards, zijnde de Artistic Award en de Composer Award.

## Punten

### Punten gegeven aan Nederland
| 12 punten                                                                               | 10 punten                      | 8 punten       | 7 punten                       | 6 punten     |
| --------------------------------------------------------------------------------------- | ------------------------------ | -------------- | ------------------------------ | ------------ |
| - Letland - Estland - Zweden - IJsland - San Marino - Portugal - Hongarije - Denemarken | - Armenië - België - Frankrijk |                | - Oekraïne - Spanje            |              |
| 5 punten                                                                                | 4 punten                       | 3 punten       | 2 punten                       | 1 punt       |
|                                                                                         |                                | - Azerbeidzjan | - Albanië - Rusland - Moldavië | - Montenegro |

| 12 punten                                                                            | 10 punten                                                                        | 8 punten                                                           | 7 punten                   | 6 punten |
| ------------------------------------------------------------------------------------ | -------------------------------------------------------------------------------- | ------------------------------------------------------------------ | -------------------------- | -------- |
| - Polen - Letland - IJsland - Duitsland - Noorwegen - Estland - Hongarije - Litouwen | - Denemarken - Zweden - Portugal - Ierland - Oostenrijk - Zwitserland - Slovenië | - Griekenland - Frankrijk - Verenigd Koninkrijk - Finland - België | - Noord-Macedonië - Spanje |          |
| 5 punten                                                                             | 4 punten                                                                         | 3 punten                                                           | 2 punten                   | 1 punt   |
|                                                                                      | - Armenië - Italië                                                               | - Roemenië - Rusland                                               | - Wit-Rusland - San Marino |          |

### Punten gegeven door Nederland
| Punten | Ontvangend land |
| ------ | --------------- |
| 12     | Armenië         |
| 10     | Hongarije       |
| 8      | Zweden          |
| 7      | IJsland         |
| 6      | Montenegro      |
| 5      | Oekraïne        |
| 4      | Azerbeidzjan    |
| 3      | België          |
| 2      | Portugal        |
| 1      | Albanië         |

| Punten | Ontvangend land |
| ------ | --------------- |
| 12     | Oostenrijk      |
| 10     | Noorwegen       |
| 8      | Zweden          |
| 7      | Armenië         |
| 6      | IJsland         |
| 5      | Malta           |
| 4      | Hongarije       |
| 3      | Zwitserland     |
| 2      | Finland         |
| 1      | Denemarken      |

1956 · 1957 · 1958 · 1959 · 1960 · 1961 · 1962 · 1963 · 1964 · 1965 · 1966 · 1967 · 1968 · 1969 · 1970 · 1971 · 1972 · 1973 · 1974 · 1975 · 1976 · 1977 · 1978 · 1979 · 1980 · 1981 · 1982 · 1983 · 1984 · 1985 · 1986 · 1987 · 1988 · 1989 · 1990 · 1991 · 1992 · 1993 · 1994 · 1995 · 1996 · 1997 · 1998 · 1999 · 2000 · 2001 · 2002 · 2003 · 2004 · 2005 · 2006 · 2007 · 2008 · 2009 · 2010 · 2011 · 2012 · 2013 · 2014 · 2015 · 2016 · 2017 · 2018 · 2019 · 2020 · 2021 · 2022 · 2023 · 2024 · 2025
Albanië · Armenië · Azerbeidzjan · België · Denemarken · Duitsland · Estland · Finland · Frankrijk · Georgië · Griekenland · Hongarije · Ierland · IJsland · Israël · Italië · Letland · Litouwen · Macedonië · Malta · Moldavië · Montenegro · Nederland · Noorwegen · Oekraïne · Oostenrijk · Polen · Portugal · Roemenië · Rusland · San Marino · Slovenië · Spanje · Verenigd Koninkrijk · Wit-Rusland · Zweden · Zwitserland